# Schurf
Als Schurf, auch Schürf genannt, bezeichnet man im Bergbau eine durch bergmännische Arbeit hergestellte Vertiefung mit geringen Abmessungen, sowohl beim Querschnitt als auch bei der Teufe, die dazu dient, eine Lagerstätte mit nutzbaren Mineralien aufzusuchen. Der Schurf dient hier zur Feststellung der Eignung der betreffenden Lagerstätte für eine eventuelle Erstellung eines Bergwerks. Der Begriff wird ebenfalls in der Geotechnik verwendet. Umgangssprachlich spricht man auch vom „Gold schürfen“ und meint dann aber meist Goldwaschen.

## Bergbau

### Vorbereitungen
Um einen Schurf erfolgreich anlegen zu können, bedarf es einiger Vorarbeiten. Zunächst einmal muss das gesamte Gelände, in dem der Schurf angelegt werden soll, inspiziert und eine geeignete Stelle für den Schurf gesucht werden. Teilweise bedienten sich die Schürfer in der älteren Zeit sehr obskurer und abergläubischer Dinge, wie dem Deuten von Nebelschwaden und Dünsten, die zeitweise über dem Gelände lagen. Des Weiteren bediente man sich, um die genaue Stelle für den Schurf bestimmen zu können, der Fähigkeiten eines Wünschelrutengängers. Diese Form der Untersuchung war so gefragt, dass man in einigen Bergorten sogar ordentlich verpflichtete Rutengänger hatte. Später bediente man sich für die Erkundung des jeweiligen Terrains eines Geognosten, der anhand der Geländeformationen eine geognostische Karte erstellte. Nach der erfolgten Bestimmung des Ansatzpunktes für den Schurf konnte mit den eigentlichen Schürfarbeiten begonnen werden.

### Die einzelnen Schurfe
Als Schurf werden, je nach Erfordernis, verschiedenartige Vertiefungen in den Boden eingebracht. Man unterscheidet zwischen Schürfgräben, Schürfstollen und Schürfschächten. Ein Schurfgraben, auch Schürfgraben oder Rösche genannt, wird zur Erkundung der direkt unter der Erdoberfläche „ausstreichenden“ Lagerstätte angelegt. Mit einem Schürfgraben kann immer nur das Ausgehende einer Lagerstätte freigelegt werden. Die wirtschaftliche Grenzteufe von Schürfgräben liegt bei etwa zwei Metern. Um einen ausreichenden Aufschluss zu erzielen, muss der Schürfgraben eine Mindestbreite von einem Meter haben. Schurfstollen werden in der Regel nur dann erstellt, wenn die Geländeoberfläche große Niveauunterschiede aufweist. Ihr Vorteil liegt darin, dass man mit ihnen die Lagerstätte im frischen Anbruch zeigen kann. Schurfstollen unterscheiden sich nur durch ihren Verwendungszweck von größeren Grubenstollen.
Schürfschächte werden erstellt, wenn man die Untersuchung der Lagerstätte in größeren Teufen vornehmen will. Sie können bis zu einer Teufe von 30 Metern, in festem Gebirge auch tiefer, geteuft werden. Die Schächte werden oftmals mit einem runden Querschnitt erstellt. Es wurden aber auch Schürfschächte mit einem rechteckigen Querschnitt mit den Mindestabmessungen von 1,30 Meter mal 0,79 Meter erstellt. Traf man mit dem Schacht auf eine Lagerstätte, so ging man, wo dies möglich war, auch dazu über, den Lagerstätteninhalt zu gewinnen. Klassisch kommt diese Vorgehensweise beim Duckelbau vor. Nach der Entblößung der Lagerstätte musste bei der Bergbehörde eine Mutung als Geltendmachung auf die Schürfstelle eingelegt werden.

## Geotechnik
Ein Schurf ist in der Geotechnik eine Grube zur Materialentnahme aus geringer Tiefe, um den Bodenaufbau zu erkunden. Das entnommene Material kann im Labor klassifiziert werden (siehe Bodenklassifikation). An den Schurfwänden kann man die Bodenschichten bzw. die -horizonte erkennen, außerdem den eventuellen Einfluss des Stauwassers. Die Abmessungen von Schürfen und ihre Tiefe können einige Meter erreichen; eine typische Größe ist 1 m × 1 m × 1 m. Die Abmessungen hängen u. a. von der Standsicherheit der Böschungen und dem Erkundungsziel ab.
Ein Schurf kann von Hand mit einer Schaufel oder mit einem Bagger ausgehoben werden. Die entnommenen Bodenproben können je nach Verwendungszweck gestört oder ungestört sein. Für ungestörte Proben werden bestimmte Werkzeuge verwendet (zum Beispiel Stechzylinder). Bei großen Korngrößen kann zur Entnahme das Gipsverfahren, das Gefrierverfahren und das Blockentnahmeverfahren angewandt werden. Die vorschriftsmäßige Entnahme von Proben aus Schürfen ist in DIN 4220 und in der Bodenkundlichen Kartieranleitung geregelt. Für die Erkundung von tieferen Bodenschichten sind geologische Bohrungen erforderlich.